# 奧斯汀角
奧斯汀角（英語：Austin Head），是南極洲的海岬，位於南喬治亞群島，處於利昂角西北面3公里，由英國南極名稱諮詢委員命名，由英國海外領土管轄。